# Bamu (socken)
Bamu (kinesiska: 岜暮乡, 岜暮) är en socken i Kina. Den ligger i den autonoma regionen Guangxi, i den södra delen av landet, omkring 260 kilometer nordväst om regionhuvudstaden Nanning. Antalet invånare är 10102. Befolkningen består av 4 899 kvinnor och 5 203 män. Barn under 15 år utgör 26,0 %, vuxna 15-64 år 61 %, och äldre över 65 år 12,0 %.
Genomsnittlig årsnederbörd är 1 760 millimeter. Den regnigaste månaden är juni, med i genomsnitt 337 mm nederbörd, och den torraste är februari, med 33 mm nederbörd.